# Telescopio Isaac Newton
El Telescopio Isaac Newton o INT es un telescopio óptico de 2,54 m gestionado por el ING en el Observatorio del Roque de los Muchachos, en La Palma, Canarias. Originalmente estaba situado en el Castillo de Herstmonceux, en Sussex, en el Observatorio Real de Greenwich. Estaba situado allí tras un traslado anterior desde Greenwich debido a la contaminación lumínica. Fue inaugurado en 1967 por la reina Isabel II de Inglaterra.
Sin embargo, Herstmonceux tiene muy malas condiciones climáticas, por lo que en 1981 el telescopio fue trasladado a La Palma, donde permanece desde entonces. Actualmente es usado con la Wide Field Camera (WFC), un instrumento de cuatro CCD con un campo de visión de 0,5 grados cuadrados, que fue añadido al telescopio en 1997. Otro instrumento importante disponible al principio era el Espectógrafo de Dispersión Intermedia (IDS).